# Sàmxvilde
Sàmxvilde (en georgià: სამშვილდე) és una ciutat fortificada en ruïnes i un jaciment arqueològic de Geòrgia, al sud del país, a la vora de l'actual llogaret homònim al municipi de Tetritsqaro, a la regió de Kvemo Kartli. Les ruïnes de la ciutat, en la seva majoria estructures medievals, s'estenen en una distància de 2,5 km de longitud i 400 metres d'amplada a la vall del riu Jrami, afluent del Kura. Alguns dels monuments més recognoscibles en són l'església de Sàmxvilde Síoni i una ciutadella erigida en un promontori rocós del riu.
Sàmxvilde figura en els annals georgians medievals com una de les ciutats més antigues de Regne de Kartli, que data del segle iii aC. A l'edat mitjana, va ser un important bastió, així com una animada ciutat comercial i industrial. Sàmxvilde va canviar de mans diverses vegades. A la fi del segle x, es va convertir en la capital del Regne de Tashir-Dzoraget dels reis armenis de la família dels bagràtides, i es va incorporar al Regne de Geòrgia el 1064. Des de mitjan segle xiii, a mesura que desapareixien les fortunes de la monarquia medieval de Geòrgia, Sàmxvilde va entrar en decadència i es va reduir a un lloc militar perifèric. A la fi del segle xviii, era en ruïnes.

## Etimologia
L'etimologia del nom de Sàmxvilde és registrada per primera vegada pel cronista armeni del segle x, Hovhannes Draskhanakerttsi, que significa 'tres fletxes' en georgià, de sami ('tres') i mshvildi ('arc'). De fet, el topònim es construeix amb un circumfix georgià i significa 'un lloc de l'arc'.

## Història

### Prehistòria
Sàmxvilde se centra en una ubicació fortificada de manera natural, un terreny rocós en la confluència dels rius Jrami i Chivchavi, a 4 km al sud de la ciutat de Tetritsqaro. Una expedició arqueològica al 1968-1970 va descobrir dues capes de la cultura de Kura-Araxes de l'edat de bronze a Sàmxvilde, als vessants del sud del mont Karnkali, que daten de la meitat del IV mil·lenni aC i del III mil·lenni aC, respectivament. Aquest horitzó incloïa un lloc d'assentament i un cementiri, així com un edifici de culte circular. Els objectes desenterrats van ser: ceràmica de l'edat del bronze i diverses eines d'obsidiana.

### Antiguitat
Segons les Cròniques georgianes medievals, Sàmxvilde es coneixia abans com a Orbi, un castell la fundació del qual es va atribuir a Kartlos, l'etnarca mític dels georgians de Kartli, i va ser trobat fortament fortificat, però assetjat i conquerit per Alexandre el Gran durant la seva suposada campanya per terres georgianes. En el segle III aC, sota els reis de Kartli, coneguts en el món grecoromà com Ibèria, Samshvilde es va convertir en el centre d'una de les subdivisions del regne, dirigida per un eristavi ('duc'), nomenat per primera vegada per Parnavaz, el primer en la llista tradicional dels reis de Kartli. El rei Archil (c. 411-435) li va donar Samshvilde en aparença al seu fill Mihrdat, que després va tenir èxit al tron de Kartli segons la crònica iraniana de Mihrdat. La reina consort Sagdukht, convertida al cristianisme, està acreditada per una crònica georgiana d'haver construït l'església de Sioni a Samshvilde.

### Edat mitjana

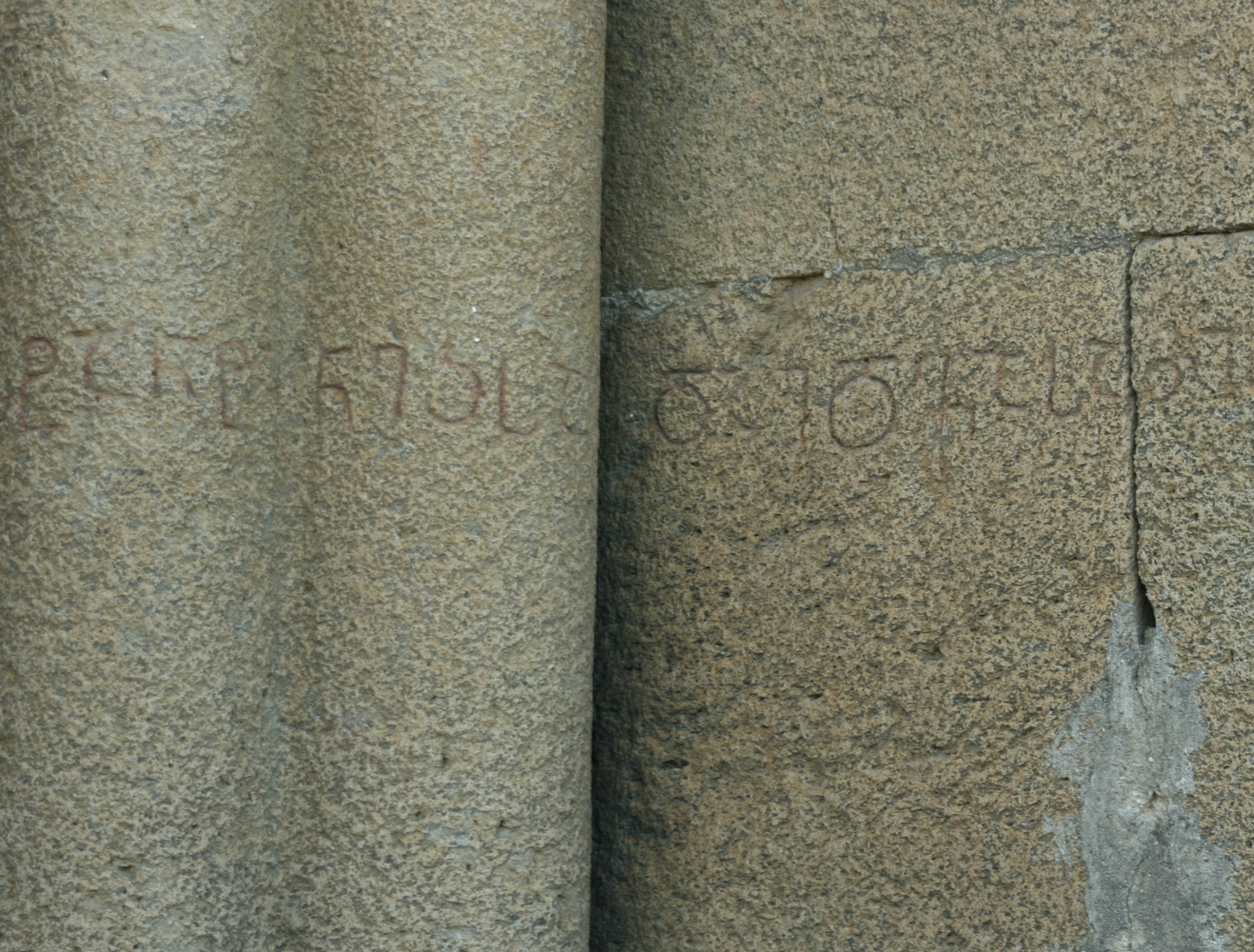
Inscripció georgiana del segle VIII a l'església de Sioni

Les fronteres del ducat de Samshvilde van fluctuar al llarg de la història, ja que la part sud-est va ser freqüentment disputada entre Kartli i els reis veïns de Armènia. La ciutat en si continua sent un dels assentaments clau d'Ibèria. Juntament amb Tbilisi i Mtskhetha, Samshvilde està catalogada com una de les tres ciutats principals d'aquest país en la geografia d'Armènia del segle VII per Anania Shirakatsi. La inscripció georgiana del segle VIII a l'església de Sioni, en alfabet asomtavruli, fa menció de dues persones de la casa de Pitiakhsh, una dinastia local d'estil iranià que sembla haver estat en possessió de Samshvilde. En aquest moment, la regió al voltant de Samshvilde va caure sota la influència de l'Emirat musulmà, centrat a Tbilissi, l'antiga capital reial de Kartli. A partir d'aquest moment, Samsvilde va ser disputat entre diversos governants georgians, armenis i musulmans.
Al voltant del 888, Samshvilde va ser ocupat pel rei de l'Armènia bagràtida, Simbaci I el Màrtir, que va confiar la ciutat a dos germans de la família Gntuni, Vasaces i Asoci. Els germans van demostrar ser ingovernables i el successor de Simbaci, Asoci II el Ferro, va haver de tornar-los la lleialtat per la força de les armes el c. 915. Vasaces Gntuni encara era recalcitrant i, el c. 921, va fer desertar el príncep georgià Gurguèn II de Tao, cosa que va portar el rei Asoci a posar la fortalesa sota setge. Quan una força enviada per Gurguèn estava entrant a la ciutadella, es va desencadenar un enfrontament entre ell i els soldats de Vasaces que es trobaven a la fortalesa. En una confrontació posterior, els soldats supervivents de Gurguèn van ser capturats i mutilats, mentre que Samshvilde se sotmetia novament al rei armeni.
A l'última dècada del segle x, Samshvilde va passar a Korikain, una línia de Bagratida armènia del Regne de Tashir-Dzoraget, que va escollir-la com a capital. A causa d'això, David Anholin, rei de Tashir i Dzoraget, va ser anomenat Samshvildari, és a dir, «de Samshvilde», per un autor georgià medieval. Al 1001, David es va revoltar, sense èxit, contra l'hegemonia del seu oncle, el rei Gaguik I d'Armènia, que en una campanya de tres mesos de durada va devastar Tashir, Samshvilde i la plana dels georgians (Vrac'dast), com l'historiador Stepanos Asoghik n'anomenava el districte circumdant.
Samshvilde va servir com a capital de Kuirikid fins que un membre d'aquesta dinastia, Kiurike II, va ser capturat pel rei Bagrat IV de Geòrgia i va haver de rescatar-se ell mateix en lliurar Samshvilde als georgians el 1064. El fill de Bagrat, Jordi II, va concedir el control de la ciutat al seu poderós vassall Joan I, duc de Kldekari, comprant així la seva lleialtat, el 1073. Després d'aproximadament un any, Samshvilde va ser conquerida pels seljúcides sota Màlik-Xah I, i es va mantenir com la seva avançada a Geòrgia fins al 1110, quan el bisbe George de Chqondidi va assetjar i prendre la ciutat en nom del rei David IV de Geòrgia. Això va induir els seljúcides a evacuar apressadament la majoria dels districtes circumdants. David va concedir Samshvilde al seu lleial comandant Ivane Orbeli, el 1123. La ciutat va romandre en possessió del clan Orbeli, comandants en cap hereditaris del Regne de Geòrgia, fins que la corona la va perdre a causa de la seva fracassada rebel·lió contra Jordi III de Geòrgia, en el curs de la qual l'exèrcit lleial al rei va assaltar la fortalesa el 1178.

### Decadència
Samshvilde va ser atacada pels invasors mongols en el seu camí a Tbilisi, la capital de Geòrgia, el 1236. Al març de 1440, va ser saquejada per Jahan-Xah, líder de Qara Qoyunlu, indignat per la negativa d'Alexandre I de Geòrgia a sotmetre's a la seva sobirania. Segons l'historiador contemporani Tomàs de Metsoph, Jahān Shāh va capturar la ciutat assetjada «mitjançant l'engany» en el dia de la Pentecosta i van massacrar-ne la població; construïren un minaret amb 1.664 caps humans tallats a la porta de la ciutat; seixanta sacerdots cristians, monjos i nobles van ser condemnats a mort per negar-se a apostatar. Tampoc alguns dels qui van acceptar renunciar al cristianisme no es van salvar. Els supervivents van haver de cercar refugi als densos boscos al voltant de Samshvilde.
La ciutat mai no es va recuperar completament d'aquest cop i va perdre la importància passada, llevat de la seva funció com a fortalesa perifèrica. Després de la desintegració final del Regne de Geòrgia a la dècada de 1490, es va convertir en part del Regne de Kartli. Al 1578, Samshvilde va ser ocupada per l'exèrcit otomà sota Lala Kara Mustafa Pasha durant la seva campanya victoriosa a Geòrgia, però, el 1583, va ser recuperada pel rei Simó I de Kartli. Al 1636, Rustam de Kartli va atorgar Samshvilde a la possessió del seu tresorer Shiosh Khmaladze i, el 1693, Heracli I de Kartli l'atorgà a la família noble de Baratashvili.
Samshvilde va adquirir una importància relativa el 1747, quan el príncep georgià musulmà Abdullah Beg va emprar mercenaris lesguians i va refermar la fortalesa de Samshvilde en la seva cerca per desafiar la possessió de Kartli exercida pel seu parent cristià, Teimuraz II. Els desigs d'Abdullah Beg van ser frustrats pel fill de Teimuraz, Heracli, que va assaltar Samshvilde i va fer-ne el pretendent captiu el 1749. La ciutat va quedar a mans del germà petit d'Abdullah Beg, Husayn Beg, que, el 1751, es va rendir a Heracli II i va ser reinstal·lat a Tbilisi.

## Monuments

Ruïnes de l'església Samshvilde Sioni, el 2012

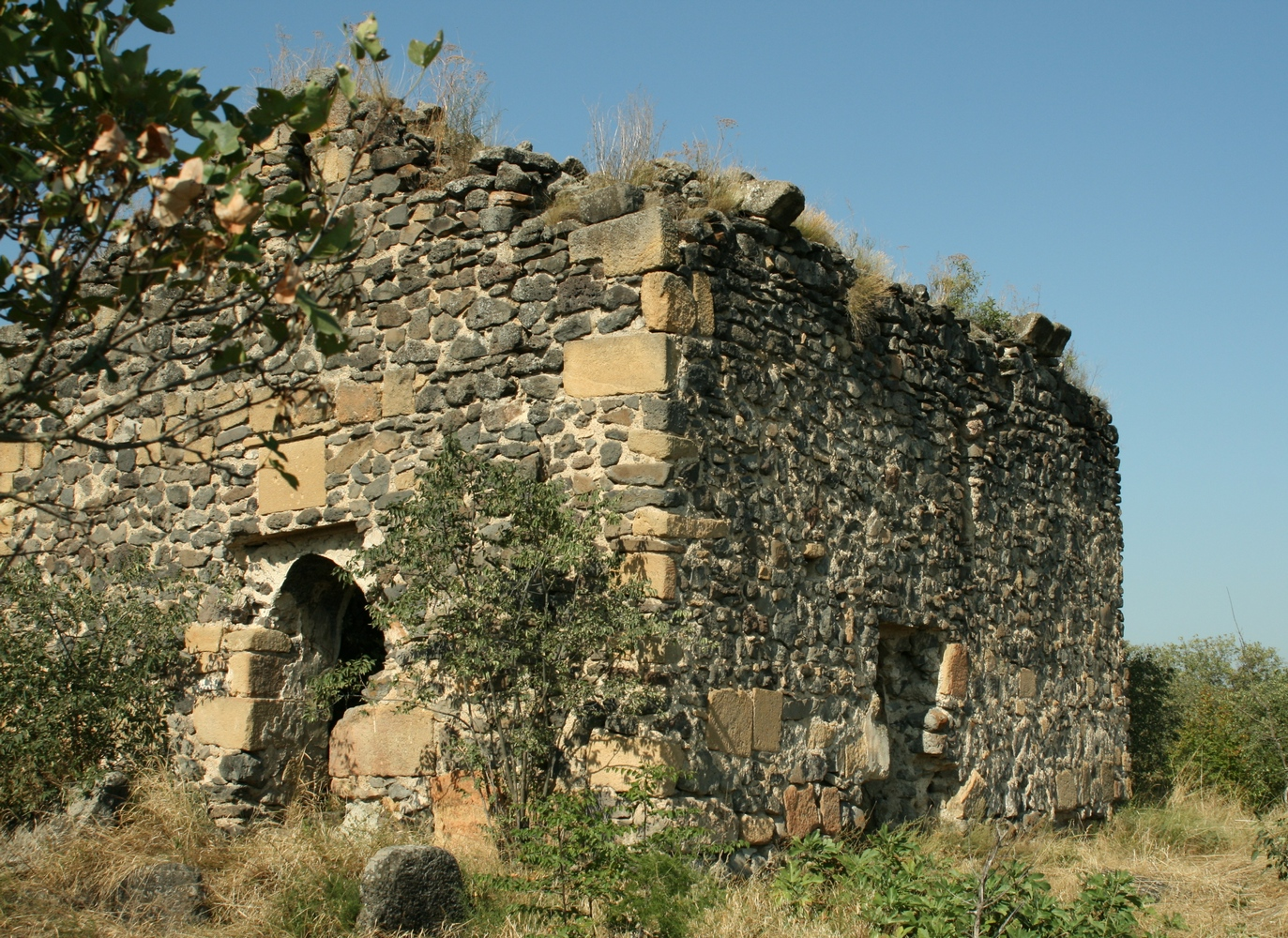
Una de les esglésies en ruïnes del complex Samshvilde

El conjunt arqueològic i els monuments arquitectònics de Samshvilde estan inscrits en la llista del Patrimoni Nacional de Geòrgia com la ciutat jaciment de Samshvilde (სამშვილდის ნაქალაქარი). L'estudi arqueològic de l'àrea de Samshvilde va començar el 1948 i els esforços sistemàtics per millorar la conservació del lloc es van iniciar el 1978. A la dècada del 2000, la construcció dels principals oleoductes internacionals de la regió va provocar nous projectes arqueològics i la descoberta de noves troballes prehistòriques. Moltes de les estructures medievals tardanes i modernes primerenques van ser estudiades més a fons per l'Expedició Arqueològica Samshvilde organitzada per la Universitat de Geòrgia amb seu a Tbilissi, de 2012 a 2015.
El jaciment de la ciutat ocupa una àrea quasi triangular en un promontori en la confluència Khrami-Chivchavi i es divideix en tres parts principals. La ciutadella és a l'est, en un extrem escarpat del promontori, i la ciutat a l'oest, amb la fortalesa emmurallada entre si. El lloc inclou ruïnes de diverses esglésies, una ciutadella, palaus, cases, un pont sobre el riu Chivchavi, cisternes d'aigua, banys, un cementiri i d'altres estructures accessòries.
Un petit saló església de Sant Jordi es troba a la ciutat pròpiament dita. Una inscripció georgiana ara perduda, de 1672, publicada per E. Takaishvili, identifica la senyora anomenada Zilikhan, una antiga cuidadora de l'esposa del rei Vakhtang V de Kartli, com a renovadora de l'església.
Dintre de les parets de la fortalesa, es troba una petita església de pedra, la de la Dormició, que conté un gran menhir negre prehistòric, ple de flames d'espelma, amb una creu i un text armeni que esmenta el príncep Simbaci I el Màrtir inscrit en ella en el segle xi. El riu Khrami és passat per alt per una altra església, coneguda com a Theogenida, probablement construïda en el segle xii o XIII, a prop de la qual es troba una estructura feta de quatre pedres grans, un tetràlit.
La ciutadella està formada per murs, torres i tres esglésies més grans. Entre ells es troba l'església Samshvilde Sioni, ara en ruïnes, el monument més recognoscible de Samshvilde. La tradició medieval n'atribueix la construcció a la reina Sagdukht, del segle v, però l'edifici existent data del c. 759-777, com suggereix una inscripció georgiana de la façana oriental millor conservada, que conté referències als emperadors romans d'Orient contemporanis Constantí V i Lleó IV el Khàzar. Hi ha una altra inscripció georgiana, molt danyada, quasi il·legible a la façana sud i, al costat seu, un fragment en armeni que identifica els patriarques armenis sota Gevorg III Loretsi (r. 1069-1072). Les formes arquitectòniques estrictes de l'església de Samshvilde revelen afinitats properes amb el disseny de l'església Tsromi del segle vii, de la regió de Xida Kartli.
A l'oest de Sioni es troba una basílica de tres naus, probablement una església armènia, construïda amb pedres de basalt fosques al segle X o XI. La tercera església és un disseny de planta de saló, amb un absis sobresortint i una inscripció a la paret en georgià, que esmenta el rei David IV de Geòrgia (r. 1089-1125).